# Moisés Avilés
Moisés Elías Avilés Obregón (12 de febrero de 1909-19 de abril de 1972) fue un futbolista chileno que se desempeñaba como delantero. Campeón con Audax Italiano en 1936, también participó como selección chilena en los Campeonatos Sudamericanos de 1935 y 1937.

## Trayectoria
Se inició en el fútbol en las divisiones inferiores de Independencia en Iquique. El 12 de junio de 1927 debutó en primera, por el Maestranza, frente al clásico rival Norteamérica.
En 1930 jugó por la selección de Iquique en el campeonato nacional amateur disputado en los Campos de Sports de Ñuñoa. Jugó los encuentros frente a Concepción y Colo-Colo. En este torneo lo vio el dirigente José Ghiardo, quien lo llevó a Audax Italiano.
Lo apodaron chancha por su similitud con el argentino Manuel Seoane. En Audax se ubicó en todos los puestos de la delantera, y destacó por sus anotaciones. Fue parte del plantel del conjunto itálico en la «gira por las tres Américas» de 1933, y del título de 1936.

## Selección nacional
Fue nominado a la concentración previa del Mundial de 1930 por el húngaro Jorge Orth, pero no formó parte del grupo final de jugadores que fue a Uruguay. Fue considerado para el Campeonato Sudamericano 1935 en Lima, donde debutó contra Argentina, partido en el cual terminó lesionado. También participó del Campeonato Sudamericano 1937. En total disputó con la selección tres partidos.

### Participaciones en Campeonatos Sudamericanos
| Sudamericano                 | Sede      | Resultado     | PJ | G |
| ---------------------------- | --------- | ------------- | -- | - |
| Campeonato Sudamericano 1935 | Perú      | Cuarto puesto | 1  | 0 |
| Campeonato Sudamericano 1937 | Argentina | Quinto puesto | 2  | 0 |

## Clubes
| Club           | País  | Año       |
| -------------- | ----- | --------- |
| Maestranza     | Chile | 1927-1930 |
| Audax Italiano | Chile | 1930-1942 |

## Palmarés
| Título                                                     | Club           | País  | Año  |
| ---------------------------------------------------------- | -------------- | ----- | ---- |
| División de Honor de la Asociación de Football de Santiago | Audax Italiano | Chile | 1931 |
| Primera División                                           | Audax Italiano | Chile | 1936 |